# قوة الفرامل
قوة الفرامل، أو ما يعرف أيضا بطاقة الفرملة، هي مقياس لقوة الكبح للمركبة.

## السكك الحديدية

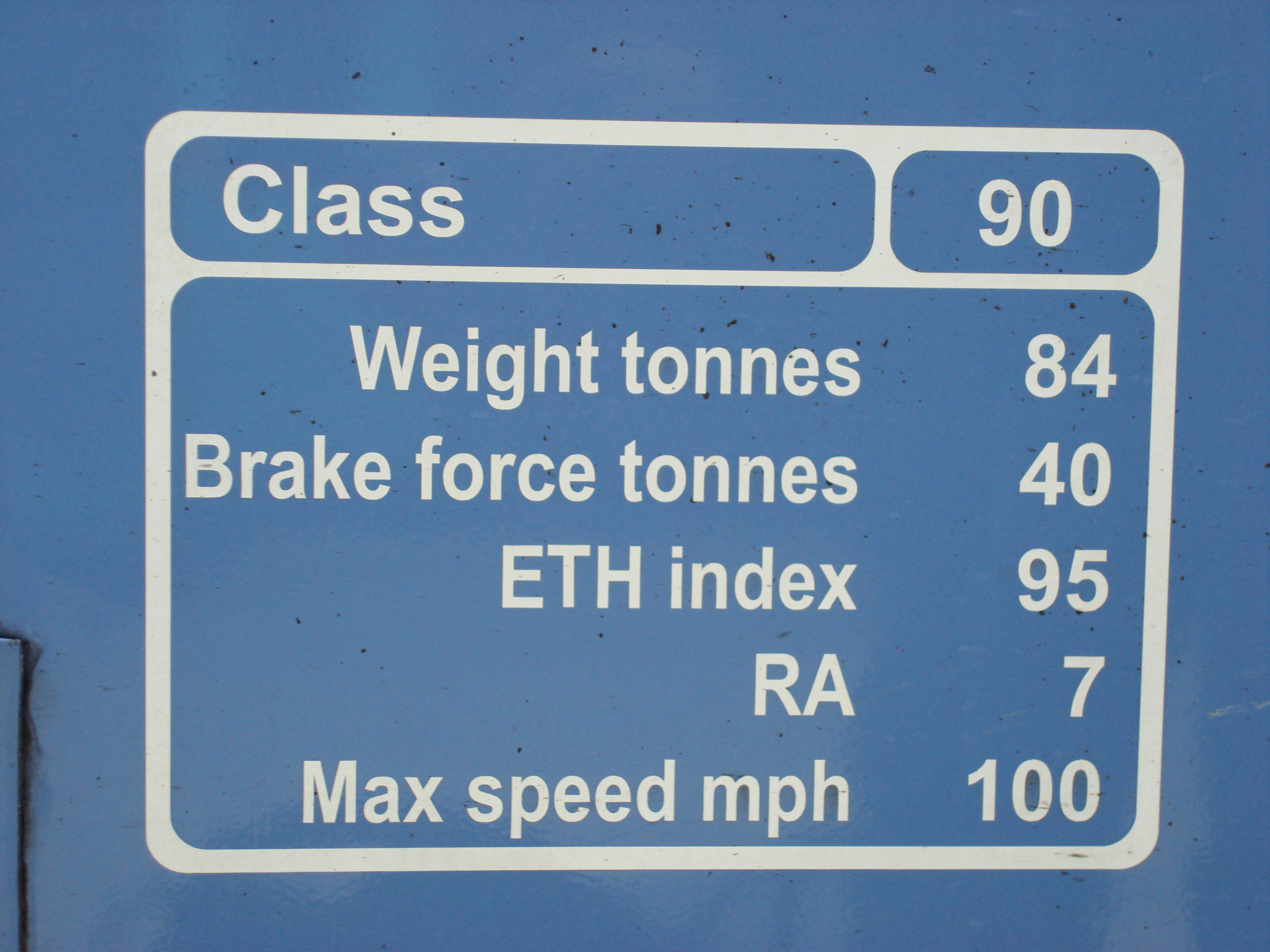
صندوق المعلومات للسكك الحديدية البريطانية من فئة 90 مظهرا قوة الفرملة

في حالة السكك الحديدية، من المهم أن يكون الطاقم على وعي بقوة الفرامل لقطار ما حتى يكون هنالك قوة كبح كافية لإيقاف القطار في غضون المسافة اللازمة لسرعة ما. بشكل آخر، يجب أن تكون قوة الفرامل للقطار متناسبة إلى مجموع قوة الفرلمة التي يمكن لكل عربة أن تطبقها بالنسبة لوزن القطار، مستثنى من ذلك بعض المشاكل محتملة الحدوث كقفل العجلات و الإنزلاق خلال الفرملة.
تقليديا، تمتلك عربات الشحن الحديثة فرامل يمكن تفعيلها من خلال القاطرة، و يطلق على هذه العربات في بعض الأحيان اسم عربات الشحن المجهزة. عادة ما تكون عربات الشحن القديمة غير مزودة بفرامل يمكن تفعيلها من القاطرة، و لهذا يطلق عليهم اسم عربات الشحن غير المجهزة. عادة ما يكون لهذه اعربات مكابح متصلة لتوفير قوة فرملة إضافية و عادة ما يتم تفعيلها في مجال محدود.
بينما كانت قطارات الركاب القديمة مزودة بفرامل يمكن تفعيلها عن طريق فني، موزعة على كل عربة بعد عربة، تحتوي قطارات الركاب الحديثة على فرامل موزعة على كل عربة.

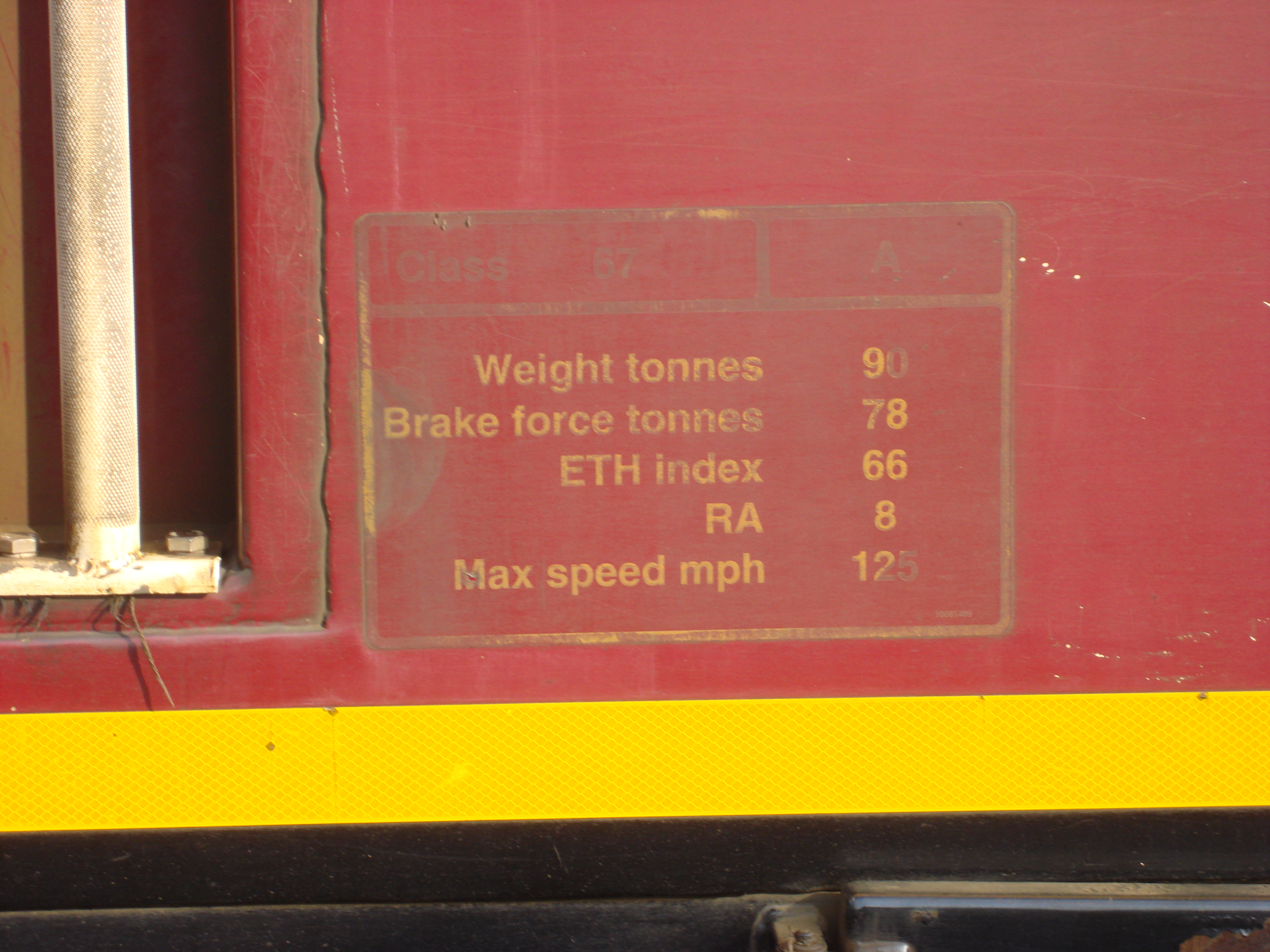
نسبة قوة الفرملة للوزن لفئة 67 أكبر منها في بعض القاطرات الأخرى

هناك حالات حديثة مؤكدة حيث كانت قوة الفرامل على سرعات عالية غير كافية لإيقاف القطار بشكل تام خلال المسافة المطلوبة. توجد بعض الحالات بسبب أن نسبة قوة الفرامل إلى الوزن للقاطرة التي يتراوح وزنها عادة من 80 إلى 120 طنا تكون غالبا أقل من تلك الخاصة بقطارات الركاب في نطاق الأربعين طنا، من الأسباب الأخرى أنه قد تحتاج القاطرات التي تعمل من تلقاء نفسها لربط عدد من العربات بها في حال عمل القطار على السرعة القصوى المسموح بها مع قوة فرملة مناسبة للوزن. من المشاكل الأخرى المحتملة هي عدم قدرة قاطرة تسحب مجموعة من العربات على إيقافهم عند الحاجة. في هذه الحالة يتم إضافة عربات فرملة إضافية، أو تشغيل القطار على سرعات منخفضة.

## اقرأ أيضا
- قوة الجر